# Orbea Continental/Saison 2012
Dieser Artikel listet Erfolge und Fahrer des Radsportteams Orbea Continental in der Saison 2012 auf.

## Platzierung in UCI-Ranglisten
| UCI Continental Circuit | Platz |
| ----------------------- | ----- |
| UCI Europe Tour 2012    | 39    |

## Abgänge – Zugänge
| Zugänge           | Team 2011 | Abgänge        | Team 2012         |
| ----------------- | --------- | -------------- | ----------------- |
| Carlos Barbero    | Neoprofi  | Víctor Cabedo  | Euskaltel-Euskadi |
| Omar Fraile       | Neoprofi  | Ricardo García | Euskaltel-Euskadi |
| Igor Merino       | Neoprofi  | Adrián Sáez    | Euskaltel-Euskadi |
| Haritz Orbe       | Neoprofi  | Noel Martín    | Unbekannt         |
| Ilart Zuazubiskar | Neoprofi  | Beñat Urain    | Unbekannt         |

## Mannschaft
| Name              | Geburtstag        | Nationalität |
| ----------------- | ----------------- | ------------ |
| Jon Aberasturi    | 28. März 1989     | Spanien      |
| Aritz Bagües      | 19. August 1989   | Spanien      |
| Carlos Barbero    | 29. April 1991    | Spanien      |
| Mikel Bizkarra    | 21. August 1989   | Spanien      |
| Andoni Blázquez   | 10. Juli 1987     | Spanien      |
| Aritz Etxebarría  | 3. November 1988  | Spanien      |
| Omar Fraile       | 17. Juli 1990     | Spanien      |
| Igor Merino       | 16. Oktober 1990  | Spanien      |
| Haritz Orbe       | 18. Juli 1991     | Spanien      |
| Xabier Zabalo     | 2. September 1987 | Spanien      |
| Ilart Zuazubiskar | 29. April 1991    | Spanien      |